# Карел Гот
Карел Гот (на чешки: Karel Gott) е чешки певец, наричан „Кралят на чешката поп музика“. Той е сред чешките певци с най-голяма световна популярност.

## Биография
Роден е в семейство от немски произход на 14 юли 1939 г. в Пилзен, но когато е на 6 години семейството му се мести в Прага.
През 1954 г. Карел Гот кандидатства в Пражката академия за архитектура, изкуство и дизайн (UMPRUM), но не го приемат. Започва работа като електротехник машиностроителния комбинат „ЧКД“, а в свободното си време пее по заведения. Развива ранен интерес към джаз музиката, опитва се да учи китара и контрабас, но решава да се концентрира върху пеенето и започна да взема частни уроци. През 1950-е години се изявява като аматьор и участва в певчески конкурси. Започва кариерата си като певец в пражко кафене покрай река Вълтава през 1958 г. През 1960 г. започва да учи оперно пеене в Пражката консерватория.
Животът му се променя през 1962 г., когато получава предложение от театър „Семафор“ и през същата година печели радио конкурс с песента „Когато сме два пъти по-стари“. На следващата година печели за първи път конкурса „Златен славей“ с песента „Покрити със сняг очи“. През 1967 г. е издаден първият му албум на немския издател Deutsche Grammophon. В края на 1960-те години изнася концерти в Лас Вегас. След успехи в САЩ, Канада, Източна и Западна Европа, където е издаден първият му (и златен) албум и когато името му започва да украсява декоративния атрибут „Златният глас от Прага“, той започва нова работа и на чехословашката сцена. На 18 май 1968 г. западногерманската телевизия ARD излъчва редовното си съботно шоу „Einer wird gewinnen“, в което Карел Гот се появява с песента „Weißt du wohin“, а на 1 октомври 1968 г. Polydor издава първата му дългосвиреща плоча „Die goldene Stimme aus Prag“, която му печели първо място в хит парада на Западна Германия (Nummer-eins-Hit in Deutschland 1969) и първата му обиколка из 10-те най-големи градове в Западна Германия. След Пражката пролет през 1968 година, използвайки славата и популярността си, помага на други автори, като изпълнява техни песни, и се премества в ГДР, а по време на Евровизия през 1968 г. представя Австрия с песента „Tausend Fenster“, с която заема 13-ото място. По време на инвазията на Варшавския договор на 21 август 1968 г. той е на фестивала в Сопот, Полша, където започва да се тревожи как ще продължи с работните си ангажименти в ГДР. Върща се от Сопот в Прага и прави турне до Хамбург. През 1969 г. печели бронзовата Братиславска лира с песента „Hej, páni konšelé“ („Ей, господа съветници“), която Густав Хусак впоследствие критикува в речта си с думи, намекващи за текста на песента, че Карел Гот би искал рай на земята, да живее както в капитализма, така и да работи като в социализма. През този период популярността му достига международно измерение. Неговият образ в ГДР продължава да се създава от Полидор. През 1971 г. емигрира в Западна Германия за шест месеца. Комунистическите власти се притесняват, като знаят, че емиграцията му ще има отрицателен ефект върху „нормализирането“ след събитията от Пражката пролет. Гот решава да се върне в страната си главно заради родителите си. Осъществява две големи международни турнета през 1971 – 72 г. През 1973 г. печели златния рекорд на Supraphon за продажба на албума „My Czech Favorites“ в чужбина. Supraphon е неговият издател в родината му, докато за Германия това е „Polydor“. Гот се адаптира към тенденциите и през 70-те години и има по-дълги коси и якета с големи яки или панталони с висока талия с широк завършек. По това време са създадени много музикални програми, където той свири и пее – например „The Star Falls Up“, „Išel macek“, „Bread and Salt“ и други подобни. От 1972 г. той е придружаван от вокалното трио Житка Зеленкова, Власта Каховчова и Ярмила Шулерова.
От 1973 г. е заснета програмата „Singing Karel Gott“, в която се записват редовни концерти на Гот в Slaný. Различни гости в програмата пеят с него. Шоуто се излъчва от 1973 до 1978 г., а през 1979 г. излиза албум, озаглавен „The Best of Karel Gott Sings“. През 70-те има успехи в Чехословакия, често изнася концерти, издава поне един запис всяка година, а също има и много хитове – „Kávu si osladím“, „Kdepak ty ptáčku hnízdo máš“, „Je jaká je“, „Cítím“, „Zloděj dobytka“ и други. Освен това той започва традиция да изнася коледни концерти през 1973 г. – те се провеждат на всеки две години.
През 1977 г., като повечето артисти в Чехословакия, той подписва т. нар. „антихартна декларация“ за подкрепа на режима, след като се появява „Харта 77“ за спазване на човешките права в Чехословакия. Движението „Харта 77“ допринася не на последно място за падането на социалистическия режим. Гот твърди, че е бил подмамен да я подпише.
Най-големият успех в кариерата на Гот е през 1980-е години, когато добива световна и известност и се изявява не само в Чехословакия, но също и в Съветския съюз, цяла Европа, особено в Германия, и Азия. Той разширява своя репертоар от поп чрез „народни песни“ до адаптирани композиции от класическата музика. Освен това е участвал в няколко игрални филма и кратки документални филми. Записи от концертите му от Люцерн (1979, 1980, 1981 и 1982), но и от други зали, често се излъчват по телевизията.
Почетен гост е на фестивала „Златният Орфей“ през 1974 и 1986 г.
През 1990 г. решава да прекрати кариерата си, но след успешен прощален концерт променя решението си и продължава да работи над нови албуми. През 1991 г. той е въведен в Залата на славата на музикалните чешки награди „Anděl Music Awards“, а през 1992 г. неговият албум „Když muž se ženou snídá“ се превръща в най-продавания албум на годината (той също получава същите награди през 1995 и 1997 г.). През май 1993 г. обявява на пресконференция създаването на фондация Karel Gott Interpo. Целта ѝ е подпомагане на децата на полицаи, загубили живота си, докато изпълняват служебните си задължения. Гот дарява 4 милиона крони на фондацията, когато е основана, а нейните партньори (противоречивите бизнесмен Франтишек Mrzek и Мирослав Провод) даряват по половин милион. През 90-те години Гот започва да се фокусира повече върху рисуването. Излага картини в Чехия и в чужбина. През деветдесетте години изнася концерти в Обединените арабски емирства и Китай, пред 600 милиона зрители на „Евровизия“ и „Карнеги Хол“ в Ню Йорк.
По време на дългата си творческа кариера Карел Гот записва над две хиляди песни. Продал е десетки милиони плочи и дискове. Само в Чехия са издадени над 200 негови албума. В чужбина са продадени над 30 милиона аудионосители с негови записи. Най-продаван албум в кариерата му остава дългосвирещата плоча от 1977 г. „Карел Готт“ (С60-09311-2), издадена от „Мелодия“ в СССР, с тираж от 4,5 милиона копия. В Чехословакия най-продаваният му албум е коледната дългасвиреща плоча от 1969 г. „Vánoce ve zlaté Praze“, издадена от „Supraphon“ и „Polydor“, като над 700000 копия от нея са продадени в Чехословакия и 1, 5 милиона в чужбина. Карел Гот се снима в над 30 художествени филма, предимно музикални и комедийни, като в 20 от тях изигрва самия себе си. Най-известната му песен е „Lady Carneval“, преведена на 13 езика. По време на Студената война той е от малкото изпълнители от социалистическия лагер, комуто е разрешено да концертират и в Западна, и в Източна Германия.
През 2014 г. е обявен за „Абсолютен славей“ на чешката поп музика.

## Филмография
Карел Гот се снима в много филми и сериали.
- 1963 – Revue pro banjo
- 1964 – Limonádový Joe aneb Koňská opera
- 1964 – Starci na chmelu
- 1964 – Kdyby tisíc klarinetů
- 1964 – Komedie s Klikou
- 1964 – Zlatý zub
- 1965 – Karel Gott: Trezor
- 1966 – Revue v mlze/ Revue na scestí
- 1966 – Can-Can
- 1967 – Mučedníci lásky
- 1967 – Píseň pro Rudolfa III.
- 1967 – Ta naše písnička česká
- 1967 – Sedm žen Alfonse Karáska
- 1968 – Čas slunce a růží
- 1969 – Slasti Otce vlasti
- 1969 – Charleys Onkel
- 1972 – Dorotka a zpěvák
- 1973 – Třicet panen a Pythagoras
- 1974 – ¡Señoras y señores!
- 1974 – Hvězda padá vzhůru
- 1975 – Romance za korunu
- 1976 – Parta hic
- 1980 – Graf Thun läst bitten
- 1980 – Trhák
- 1980 – Aber Doktor!
- 1980 – V hlavní roli Oldřich Nový
- 1981 – Štědrý den bratří Mánesů
- 1981 – Scusi, wo liegt Belcanto?
- 1983 – Star in Glück
- 1986 – Není sirotek jako sirotek
- 1986 – Bylo nás šest
- 1986 – Karel Gott (документален филм)
- 1987 – Poslední leč Alfonse Karáska
- 1991 – The Best of Big Helga
- 1991 – Maratón
- 1992 – Dědictví aneb Kurvahošigutntag
- 1992 – Marcela má křtiny
- 1993 – Fontána pre Zuzanu 2
- 1993 – Šakalí léta
- 1993 – Uctivá poklona, pane Kohn
- 1994 – Kalkofes Mattscheibe
- 1994 – Stalo se na podzim
- 1997 – Hinter Gittern – der Frauenknast
- 2000 – Pra pra pra
- 2001 – Z pekla štěstí 2
- 2002 – Hinter Gittern
- 2005 – Hrubeš a Mareš jsou kamarádi do deště
- 2006 – Cesta ke štěstí
- 2007 – Taco und Kanichen
- 2008 – Nestyda
- 2008 – Comeback
- 2009 – Veni Vidi Vici
- 2009 – Fenomén Gott (документален)
- 2010 – Zeiten ändern dich
- 2012 – Okres na severovýchodě
- 2013 – Škoda lásky
- 2014 – Dědictví aneb Kurvaseneříká
- 2016 – Decibely lásky
- 2018 – Když draka bolí hlava
- 2020 – Karel

## Личен живот
- От различни връзки има две по-големи (Доминика, р. 1973, както и Лучия, р. 1987) и две по-малки дъщери (Шарлот-Ела, р. 2006, и Ели-Софи, р. 2008) от съпругата си Ивана Готова (р. 1976 г.), с която сключва брак през 2008 година.[1]
- От 1969 до 2005 г. Гот живее във вила в Jevany, на изток от Прага. Понастоящем там се помещава Музеят на Готланд, отворен за обществеността. Там може да се видят подробности за живота на Карел Гот.
- Карел Гот често е посещавал Страховския манастир в Прага, където почитателите му са имали възможността да го срещнат случайно. Той е католик.

## Смърт
Умира на 1 октомври 2019 г. в Прага от левкемия. В последните си години е имал онкологични заболявания. Месец преди да почине Гот заявява, че е диагностициран с миелоидна левкемия и няма намерение да се отказва и ще се бори с болестта, докато не я победи. Погребан е с всички държавни почести на 12 октомври с. г., като в този ден е обявен национален траур в негова памет. На церемонията в пражката катедрала „Свети Вит“ е отслужена меса и присъстват семейството му, президентът на Чехия Милош Земан, премиерът Андрей Бабиш и словашкият му колега Петер Пелегрини, бившите първи дами Дагмар Хавлова и Ливия Клаусова, политици, музиканти и актьори. Общественото поклонение събира около 50 хиляди души. Ковчегът му е изнесен под звуците на най-голямата чешка камбана „Зикмунд“, която бие само по специални поводи. Останките на Гот са кремирани в крематориума в Мотол малко след церемонията. На 20 декември 2019 г. урната му е поставена в гроб в гробището Малвазин в Прага.

## Награди и отлчия
- 1977 – Заслужил артист на Чехословакия.
- 1982, 1984, 1995 – „Златен камертон“, годишната награда за най-много продадени записи в Германия.[1]
- 1985 – Народен артист на Чехословакия.
- 1989 – Орден за приятелство на народите, СССР.
- 2009 – Златен медал за заслуги.
- „Златен славей“ (42 награди)
- 2014 – „Абсолютен славей“ и „Платинен славей“.
- 2017 – „Сребърен стрелец“
- 2018 – Награда „Певец на века“ на Чешкото радио.
- 2020 – на 28 октомври Карел Гот посмъртно е удостоен с най-високото държавно отличие на Чешката република – Орден „Бял лъв“, 1-ва степен.